# Feldbahn Anslingen–Ley–Schenris
| Feldbahnlokomotivschuppen im Anfangsbahnhof Anslingen |                     |                               |                               |
| Bahnhöfe der Feldbahn rot markiert auf Flemmings Spezialkarte der südlichen Westfront, 1914–1918 |                     |                               |                               |
| Streckenlänge: | ca. 19 km           |                               |                               |
| Spurweite: | 600 mm (Schmalspur) |                               |                               |
| |                     |                               |                               |
| \| \| \| Überladegleise \| \| \| \| Vollbahn Bénestroff–Avricourt[3] \| \| \| \| Azoudange (Anslingen) \| \| \| \| Maizières-lès-Vic (Machern) \| \| \| \| Holzbockbrücke \| \| \| \| Bourdonnay (Bordenach) \| \| \| \| Ley \| \| \| \| Xanrey (Schenris) \| |                     |                               |                               |
| U-Bahn-Kopfbahnhof Streckenanfang und quer (Strecke außer Betrieb) · U-Bahn-Strecke von rechts (außer Betrieb) |                     | Überladegleise                | Überladegleise                |
| Bahnhof quer (Strecke außer Betrieb) · U-Bahn-Kreuzung mit Eisenbahn geradeaus oben (Strecken außer Betrieb) |                     | Vollbahn Bénestroff–Avricourt | Vollbahn Bénestroff–Avricourt |
| U-Bahn-Bahnhof (Strecke außer Betrieb) · U-Bahn-Strecke nach rechts (außer Betrieb) |                     | Azoudange (Anslingen)         | Azoudange (Anslingen)         |
| U-Bahn-Haltepunkt / Haltestelle (Strecke außer Betrieb) |                     | Maizières-lès-Vic (Machern)   | Maizières-lès-Vic (Machern)   |
| U-Bahn-Brücke (Strecke außer Betrieb) |                     | Holzbockbrücke                | Holzbockbrücke                |
| U-Bahn-Haltepunkt / Haltestelle (Strecke außer Betrieb) |                     | Bourdonnay (Bordenach)        | Bourdonnay (Bordenach)        |
| U-Bahn-Bahnhof (Strecke außer Betrieb) |                     | Ley                           | Ley                           |
| U-Bahn-Kopfbahnhof Streckenende (Strecke außer Betrieb) |                     | Xanrey (Schenris)             | Xanrey (Schenris)             |

Die Feldbahn Anslingen–Ley–Schenris (auch Bayernbahn) war eine 1917 verlegte, etwa 19 km lange 600-mm-Schmalspurbahn von Azoudange (Anslingen) über Ley nach Xanrey (Schenris) im Département Moselle in der heutigen Region Grand Est (bis 2015 Lothringen).

## Geschichte
Die Bayerische Reserve-Eisenbahn-Bau-Kompagnie 7 verlegte die militärische Feldbahn während des Ersten Weltkriegs parallel zur Front in überwiegend flachem Gelände und betrieb sie mit Dampflokomotiven und Brigadewagen. Auf einer aufwendig errichteten Holz-Bockbrücke überquerte die Feldbahn am Überladebahnhof Anslingen die Vollbahn Bénestroff–Avricourt. Einige Zeit nach Kriegsende wurde die Bahn stillgelegt.

## Streckenverlauf
Die wichtigsten Brücken, Gebäude und Bahnanlagen wurden im April 1917 fotografisch dokumentiert:
| Foto | Beschreibung                              |
| ---- | ----------------------------------------- |
|      | Vollbahnhof Anslingen mit Überladegleisen |
|      | Feldbahnbrücke im Bahnhof Anslingen       |
|      | Feldbahn-Anfangsbahnhof Anslingen         |
|      | Brücke zwischen Machern und Bordenach     |